# Rathvilly
Rathvilly (irisch Ráth Bhile; deutsch: das Erdwerk am heiligen Baum) ist ein Ort im County Carlow in Irland. Bei der Volkszählung 2022 hatte Rathvilly 1074 Einwohner.

## Lage
Rathvilly liegt etwa 18 Kilometer ostnordöstlich von Carlow am Slaney und an der N81 von Dublin kommend nach Tullow, weiter Richtung Enniscorthy. Davon geht hier die R726 ab. 

## Geschichte
Der König Crimthann mac Énnai von Leinster wurde hier Mitte des 5. Jahrhunderts von Saint Patrick getauft. Erhalten ist noch die "Motte von Rathvilly".

## Sehenswürdigkeiten
- Motte von Rathvilly, Reste einer frühmittelalterliche Turmhügelburg
- Lisnavagh House, 1847 errichtet

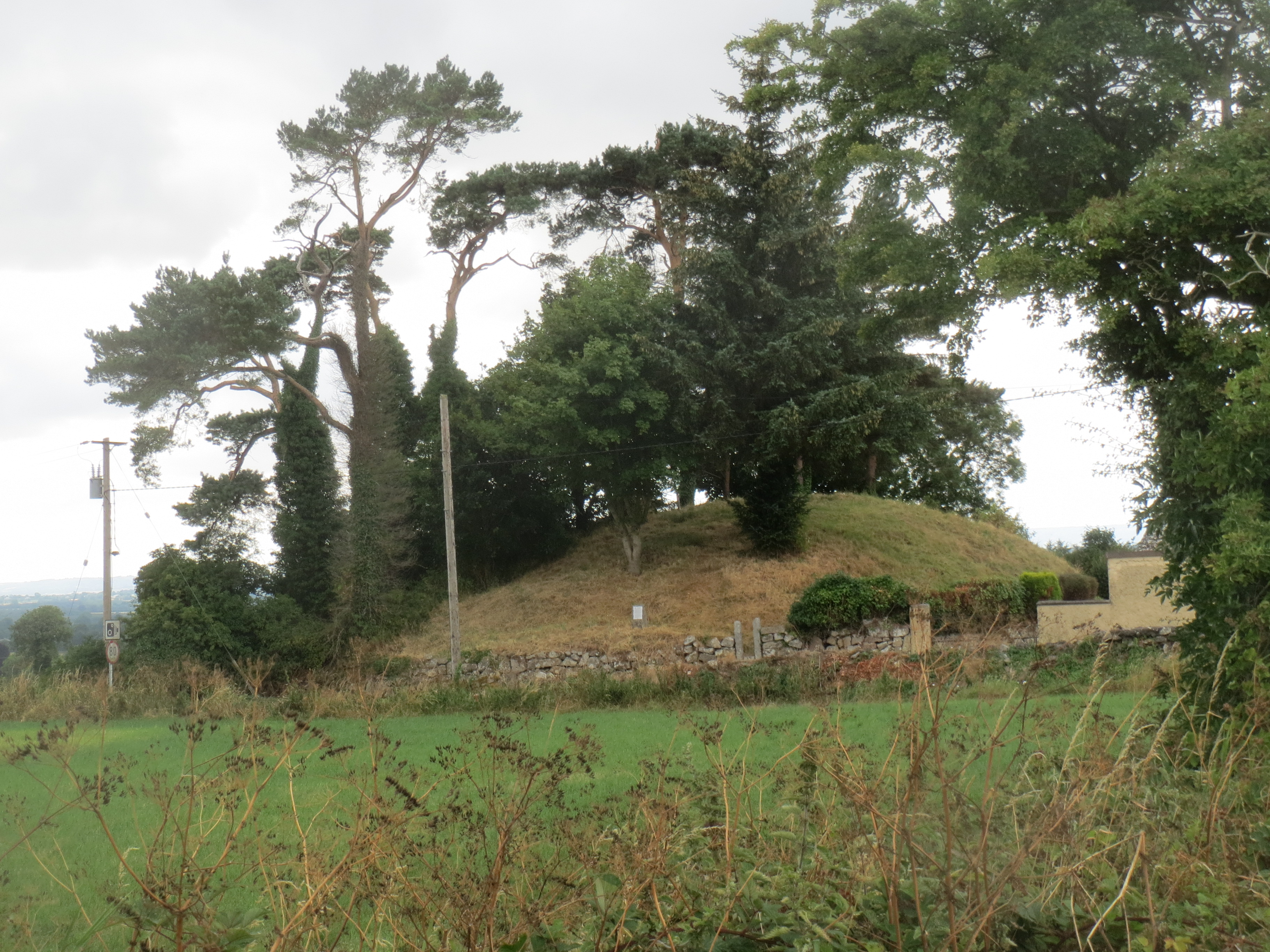
Motte von Rathvilly
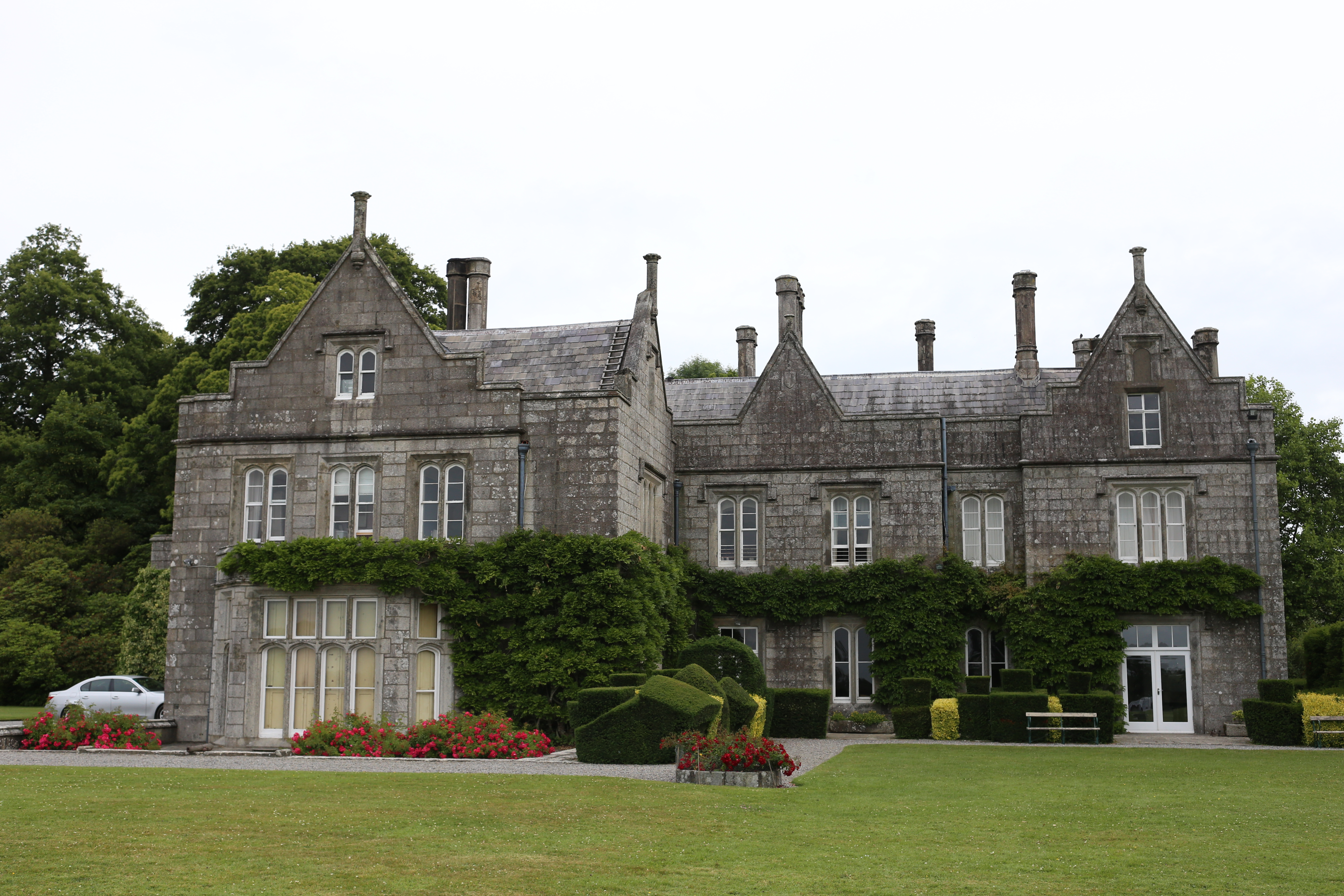
Lisnavagh House

## Persönlichkeiten
- Pat Deering (* 1967), Politiker

## Partnerschaft
Mit der französischen Gemeinde Fourchambault im Départment Nièvre (Region Bourgogne-Franche-Comté) besteht seit 1998 eine Partnerschaft.

## Trivia
Rathvilly gewann 1961, 1963 und 1968 den Wettbewerb Tidy Towns.